# Nusa Ceningan
Nusa Ceningan är en ö i Indonesien.   Den ligger i provinsen Provinsi Bali, i den sydvästra delen av landet, 1 000 km öster om huvudstaden Jakarta. Arean är 3,3 kvadratkilometer.
Terrängen på Nusa Ceningan är platt. Öns högsta punkt är 117 meter över havet. Den sträcker sig 2,9 kilometer i nord-sydlig riktning, och 3,1 kilometer i öst-västlig riktning.  Omgivningarna runt Nusa Ceningan är en mosaik av jordbruksmark och naturlig växtlighet.